# 陣内一真
陣内 一真（じんのうち かずま、1979年12月26日 - ）は、日本の作曲家。広島県出身。

## 来歴
音楽との最初の出合いは小学3年の時に新聞広告でフルートの写真を見て、中区のヤマハ音楽教室で習い始めたことから始まる。広島市立祇園東中学校、広島県立安芸府中高校国際科卒業。高校在学中にアメリカのシアトルに留学し現地でタイタニックなどの映画を見て映画音楽に圧倒されたことがきっかけで本格的に音楽を学びたいと思い、バークリー音楽大学に進学。2002年にバークリー音楽大学を卒業。2006年にコナミの「メタルギアソリッド」シリーズの作曲を担当、以降ゲーム、映画およびアニメの音楽作曲に携わる。2011年からマイクロソフト343 Industriesにて「Halo」シリーズの作曲を担当。2016年にはHalo 5: Guardiansにて英国アカデミー賞音楽賞にノミネートされた。2019年にはMarvel作品のゲーム「マーベルアイアンマン VR」やNetflixで公開された「ULTRAMAN」の音楽を戸田信子とともに手掛けた。その後も戸田信子と共同で作曲を行い、NetflixのCGアニメ「攻殻機動隊 SAC_2045」、「スター・ウォーズ: ビジョンズ 九人目のジェダイ」の音楽を作曲した。現在米シアトルを拠点にドラマやゲーム音楽を手がけている。

## 受賞歴
- 第46回日本アカデミー賞 最優秀音楽賞（『すずめの戸締まり』、RADWIMPSと共同）

## 主な作品

### ゲーム
- メタルギアシリーズ
  - メタルギアソリッド ポータブル・オプス
  - メタルギアソリッド4
  - メタルギアソリッド ピースウォーカー
- ネバーデッド
- HALOシリーズ
  - Halo 4
  - Halo 5: Guardians
  - Halo Infinite E3 2018 トレーラー
- Lies Beneath
- マーベルアイアンマン VR
- Forza Horizon 3
- Do You Copy?
- ウマ娘 プリティーダービー
- Scavengers
- Star Wars Outlaws（英語版）
- Batman: Arkham Shadow（英語版）

### 映画
- 太秦ライムライト
- スーパーヒーロー・パンツマン
- 名探偵ピカチュウ
- ジュマンジ/ネクスト・レベル
- 攻殻機動隊 SAC_2045 持続可能戦争
- すずめの戸締まり[6] RADWIMPSと共同制作
- ストレンジ・ワールド/もうひとつの世界
- Hidden Dragon
- シサㇺ

### テレビアニメ
- スペースバグ
- 攻殻機動隊 SAC 2045
- ULTRAMAN
- RWBY 氷雪帝国
- アリス・ギア・アイギス Expansion

### テレビドラマ
- 簡単なお仕事です。に応募してみた

### Webアニメ
- スター・ウォーズ: ビジョンズ
- リヴァイアサン